# شوشانا جونسون
شوشانا جونسون (بالإنجليزية: Shoshana Johnson)‏ هي جندية أمريكية، ولدت في 18 يناير 1973 في Pedro Miguel ‏ في البرتغال.